# حزر لعلي

تعديل مصدري - تعديل

حزر لعلي هي إحدى قرى عزلة سباح بمديرية سباح التابعة لمحافظة أبين، بلغ تعداد سكانها 172 نسمة حسب تعداد اليمن لعام 2004.